# Esplanade Max-Guedj
L'esplanade Max-Guedj est une voie située dans le 15e arrondissement de Paris, en France.

## Origine du nom

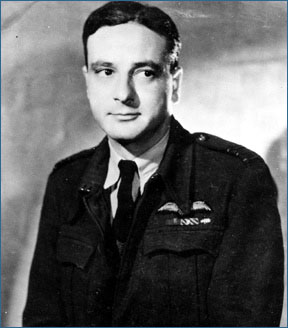
Max Guedj

L'esplanade tire son nom de l'aviateur Max Guedj (1913-1945).